# Not Brand Echh
Not Brand Echh est un comics parodique publié par Marvel Comics durant 13 numéros, de décembre 1967 à mai 1969.

## Historique de la publication
Not Brand Echh est un comics publié de 1967 à mai 1969 par Marvel Comics sur une idée de Stan Lee. Les sujets des parodies sont surtout les comics publiés par Marvel. Si Marie Severin est l'auteure principale du comics, d'autres artistes ont participé à l'aventure comme John Severin, Gary Friedrich, Roy Thomas et Ross Andru qui participent au premier numéro. D'autres artistes comme Jack Kirby ou Stan Lee proposent des histoires dans les numéros suivants,.

## Liste des parodies
Ironed Man (Iron Man) vs. Magnut
Robot Biter (Magnus, Robot Fighter)
"Best Side Story", avec Dr. Deranged (Dr. Strange) dans la parodie de "West Side Story"
"The Origin of...Stuporman" (Superman)
Superduperman (en) (Superman)
If Magneat-O Should Clobber Us (X-Men & Magneto)